# Amphilagus
Amphilagus — викопний рід зайцеподібних ссавців родини Пискухові (Ochotonidae). Рід був поширений в Євразії протягом міоцену, 23-10 млн років тому. Скам'янілі рештки представників роду знайдено у Франції, Німеччині, Швейцарії, Угорщині та Монголії.

## Види
- Amphilagus magnus
- Amphilagus orientalis
- Amphilagus plicadentis
- Amphilagus tomidai